# Попович-Лабик Клара Ласлівна
Кла́ра Ла́слівна Попо́вич-Ла́бик (22 січня 1944, Ужгород — 19 вересня 2018) — українська співачка (мецо-сопрано). Народна артистка України (2004).

## Життєпис
Народилась на Радванці поблизу Ужгорода 22 січня 1944 року.
1963 — закінчила Ужгородське музичне училище (клас І. Сопка).
Відтоді — солістка Закарпатського народного хору
Закарпатської обласної філармонії.
Також з 1991 року викладає співи в Ужгородській лінгвістичній гімназії імені Т. Г. Шевченка.
В її репертуарі — українські, словацькі, угорські, румунські, російські пісні. Найкращі з них увійшли до платівки й компакт-диску.
Гастролювала в Словаччині, Угорщині, Румунії, Польщі, Хорватії, Канаді, Німеччині та інших країнах світу.

## Репертуар
- «Тече вода каламутна»
- «Іванку, Іванку, з того боку ярку»
- «Тиха вода»
- «Ой докидь я була у няньковім дворі»

## Визнання
- 1974 — Заслужена артистка Української РСР
- 2004 — Народна артистка України
- 2008 — Почесна громадянка Ужгорода